# Rhipidia subtesselata
Rhipidia subtesselata är en tvåvingeart som först beskrevs av Enrico Adelelmo Brunetti 1912.  Rhipidia subtesselata ingår i släktet Rhipidia och familjen småharkrankar.
Artens utbredningsområde är Sri Lanka. Inga underarter finns listade i Catalogue of Life.